# Roberta
 Roberta és una pel·lícula musical americana de William A. Seiter, estrenada el 1935. L'any 1937 guanyà l'Oscar a la millor cançó original (Jerome Kern [música] i Dorothy Fields [lletra]) per la cançó "The Way You Look Tonight", i fou nominada a l'Oscar a la millor direcció de dansa per Hermes Pan, per "Bojangles of Harlem". El 1957 se'n feu una versió en color, Lovely to Look at dirigida per Mervyn LeRoy i, no acreditat, Vincente Minnelli.

## Argument
John Kent, un jugador de futbol, se'n va a París amb el seu amic Huck Haines i la seva banda musical de jazz, els Indianians Wabash. Però l'home que els va contractar, Alexander Voyda, es nega a contractar-los quan veu que la banda no es compon d'indis, com havia cregut erròniament que eren. John, a continuació, va a casa la seva tia Minnie, l'única persona que coneix a París, propietari de Roberta, una casa de moda.

## Repartiment
- Irene Dunne: Stephanie
- Fred Astaire: Huck Haines
- Ginger Rogers: Lizzie Gatz/Comtessa Scharwenka
- Randolph Scott: John Kent
- Helen Westley: Roberta/Minnie
- Claire Dodd: Sophie Tale
- Victor Varconi: Ladislaw
- Luis Alberni: Alexander Petrovitch Moskovich Voyda
- Ferdinand Munier: Lord Henry Delves
- Torben Meyer: Albert
- Adrian Rosley: Professor
- Bodil Rosing: Fernande
- Lucille Ball: Model